# 铜陵市市长列表
以下列出历任铜陵市市长：

## 铜官山市
- 铜官山市筹备处
- 铜官山市市长
  - 于汉文，1956年11月-1958年9月在任。

## 铜陵市
- 铜陵市市长
  - 于汉文，1958年9月-1958年12月在任。
  - 苗九锐，河南睢县人，1958年12月-1960年5月在任。
  - 张立一，1960年5月-1964年7月在任。

## 铜陵特区
- 铜陵特区区长
  - 张立一，1964年7月-1967年5月在任。
- 铜陵特区军事管制委员会主任
  - 张翅，1967年5月-1968年3月在任。
- 铜陵特区革命委员会主任
  - 张翅，1968年3月-1971年12月在任。

## 铜陵市
- 铜陵市革命委员会主任
  - 张翅，1972年1月-1973年2月在任。
  - 程光华，1973年2月-1976年12月在任。
  - 王丰桂，1976年12月-1978年8月在任。
  - 于汉文，1978年8月-1980年9月在任。
  - 孙树兴，1980年9月-1981年1月在任。
- 铜陵市市长
  - 孙树兴，1981年1月-1983年8月在任。
  - 张润霞，山东昌邑人，1983年8月-1988年11月在任。
  - 汪洋，安徽宿州人，1988年11月-1992年8月在任。
  - 王盛榜，安徽肥东人，1992年8月-1997年1月在任。
  - 陈松林，安徽望江人，1998年1月-2001年在任。
  - 刘战平，安徽铜陵人，2001年-2004年6月在任。
  - 张庆军，安徽淮北人，2004年6月-2007年4月在任。
  - 李明，安徽肥西人，2008年1月-2010年12月在任。
  - 侯淅珉，河南淅川人，2011年1月-2014年5月在任。
  - 倪玉平[1]，安徽庐江人，2014年8月-2017年12月在任。
  - 胡启生，安徽桐城人，2017年12月任职。
  - 孔涛，山东烟台人